# 基督受洗 (圣罗格大会堂)
基督受洗（Battesimo di Cristo）是威尼斯画家丁托列托的一幅绘画作品，绘制于1578-1581年，位于威尼斯的圣罗格大会堂。

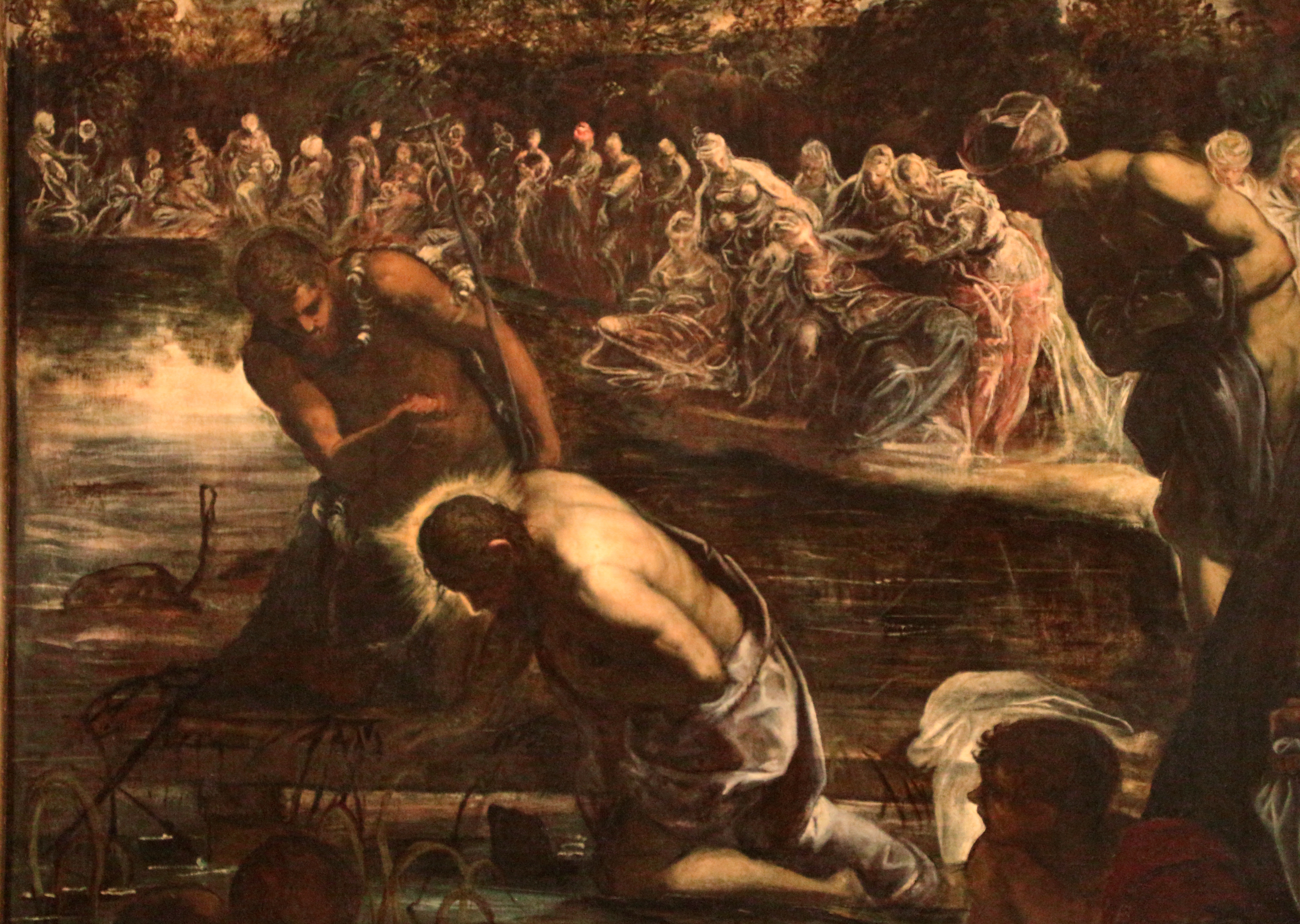

“基督受洗”是丁托列托的多幅布面油画的主题。画面描绘耶稣在约旦河跪下来接受洗礼。上方鸽子发出的闪亮光芒，表明父对子的认可。。施洗约翰正忙着往耶稣的头上浇水。